# Забыть и вспомнить
«Забыть и вспомнить» (англ. Kicking and Screaming) — американский фильм 1995 года, режиссёрский дебют Ноя Баумбаха. Фильм рассказывает о друзьях выпускниках, которые никак не могут начать самостоятельную взрослую жизнь и бесконечно цепляются за старое.

## Сюжет
Гровер выпускник колледжа, он собирается стать писателем. Его подруга Джейн, тоже будущий писатель, уехала на год на стажировку в Прагу. Это событие вогнало Гровера в депрессию. Оказавшись один и вне колледжа он не знает, что далее делать со своей жизнью. Гровер живёт вместе со своими друзьями по колледжу, которые все в точно таком же положении как и он. Скиппи, например, по-прежнему посещает занятия, даже несмотря на то, что уже закончил учёбу. Выпускники философского факультета Макс и Отис никуда не собираются устраиваться и продолжают оставаться безработными. Их приятель бармен Чет служит для всех для них предупреждением, он уже десятый год не может закончить с учёбой. При этом друзья иногда ходят в клуб, чтобы знакомиться с новыми студентками или просто торчат в баре споря о всякой ерунде, в основном связанной с поп-культурой. Таким образом проходит их первый год после выпуска…

## В ролях
- Джош Хэмилтон — Гровер
- Карлос Джекотт — Отис
- Крис Эйгеман — Макс
- Джейсон Уайлз — Скиппи
- Эрик Штольц — Чет
- Оливия д’Або — Джейн
- Паркер Поузи — Майами
- Эллиотт Гулд — папа Гровера
- Марисса Рибизи — Шарлотт
- Дин Кэмерон — Зак
- Каэла Добкин — Одра
- Перри Ривз — Эми
- Кара Буоно — Кейт
- Ной Баумбах — Дэнни
- Дэвид Делуиз — охранник

## Приём
Фильм получил в основном положительные отзывы. Критики отметили этот фильм, как уверенный дебют 25-летнего режиссёра. Роджер Эберт поставил фильму три звезды из четырёх.